# Chelus
Chelus is een geslacht van schildpadden uit de familie slangenhalsschildpadden (Chelidae).

## Naam en indeling
De wetenschappelijke naam van de groep werd voor het eerst voorgesteld door André Marie Constant Duméril in 1806. Er zijn twee moderne vertegenwoordigers, daarnaast zijn ook enkele uitgestorven soorten bekend. Deze zijn echter al lange tijd verdwenen en zijn bekend uit het Mioceen in de landen Brazilië, Colombia en Venezuela.
De groep was lange tijd monotypisch en werd slechts vertegenwoordigd door een enkele soort; de matamata (Chelus fimbriata). In 2020 werd echter een tweede soort beschreven; Chelus orinocensis. Door deze recente ontwikkeling verwijst veel literatuur echter nog naar de verouderde situatie.

## Uiterlijke kenmerken
De matamata bereikt een schildlengte tot maximaal vijftig centimeter, Chelus orinocensis wordt zelfs nog iets langer tot 53 cm. Beide soorten hebben een opmerkelijk uiterlijk; het rugschild is voorzien van rijen driehoekige bulten, vooral bij oudere exemplaren, en hebben vele kleine huidfranjes aan de kop, keel en nek. De driehoekige kop eindigt in een spitse snuit, de neusgaten zijn aan het uiteinde van een slurfachtig uitsteeksel gelegen dat gebruikt wordt als een snorkel.

## Verspreiding en habitat
De schildpadden komen voor in delen van Zuid-Amerika en leven in de landen Bolivia, Peru, Ecuador, Colombia, Venezuela, Guyana, Frans-Guyana, Suriname, Brazilië en Trinidad. De matamata is daarnaast geïntroduceerd in de Amerikaanse staat Florida.
De habitat bestaat uit tropische en subtropische gebieden. Beide soorten zijn zeer sterk aan water gebonden en leven in warmere, stilstaande tot langzaam stromende wateren zoals meren, rivierarmen en moerassen.

## Soorten
Het geslacht omvat de volgende soorten, met de auteur en het verspreidingsgebied.
| Naam                        | Auteur | Verspreidingsgebied |
| --------------------------- | --- | --- |
| Matamata (Chelus fimbriata) | Schneider, 1783 | Bolivia, Peru, Ecuador, Colombia, Venezuela, Guyana, Frans-Guyana, Suriname, Brazilië, Trinidad, geïntroduceerd in de Verenigde Staten (Florida) |
| Chelus orinocensis          | Vargas-Ramírez, Caballero, Morales-Betancourt, Lasso, Amaya, Martínez, Viana, Vogt, Farias, Hrbek, Campbell & Fritz, 2020 | Brazilië, Colombia, Guyana, Venezuela |